# Échangeur d'Arquennes
L'échangeur d'Arquennes est un échangeur situé en Belgique entre l'A54 et l'A7 (E19). Celui-ci se trouve à proximité d'Arquennes et de Nivelles. Il constitue un échangeur important sur l'axe routier entre Bruxelles et Charleroi.

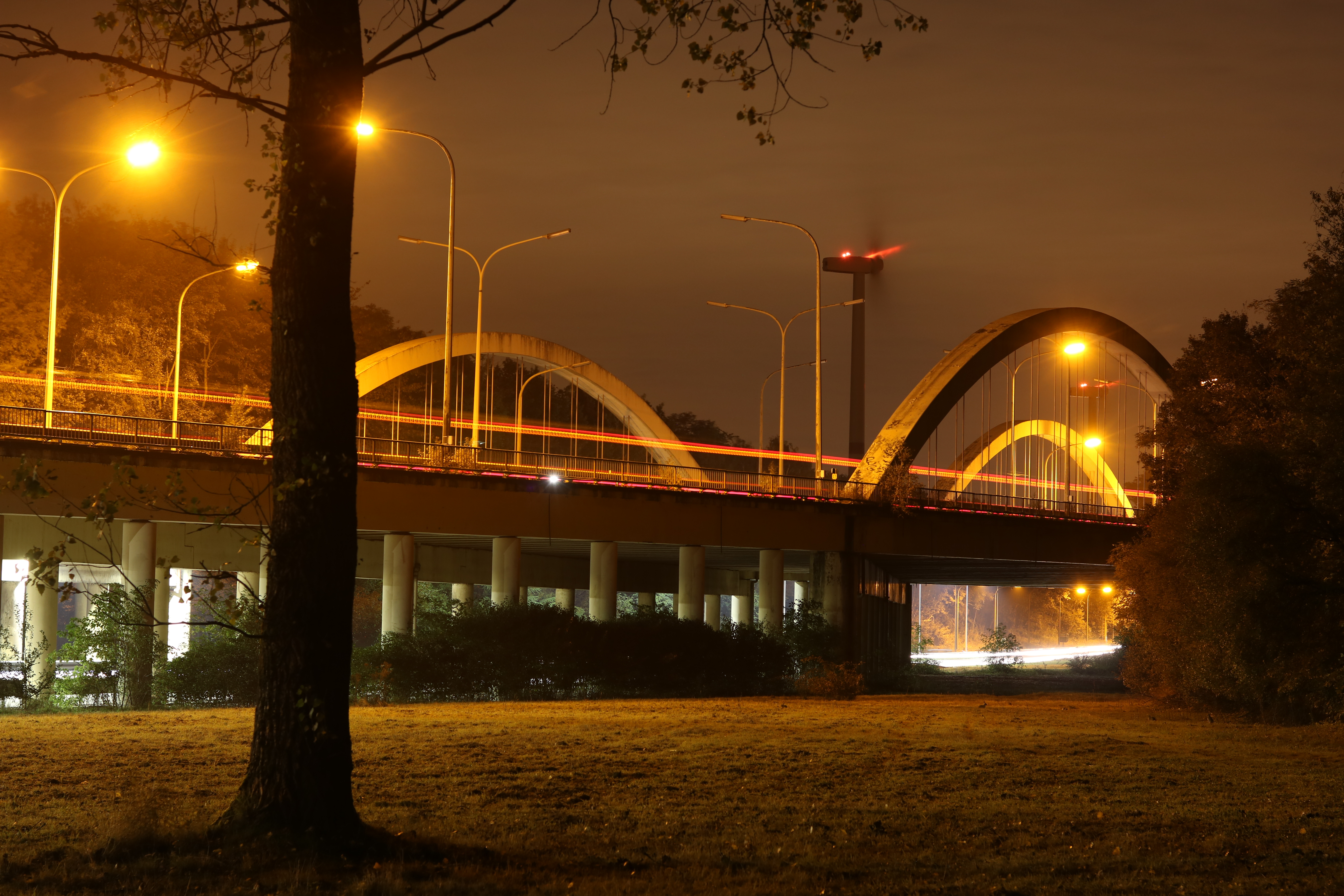
Viaducs du E19 sur le A54 (gauche) et A6 non-construit (droite)
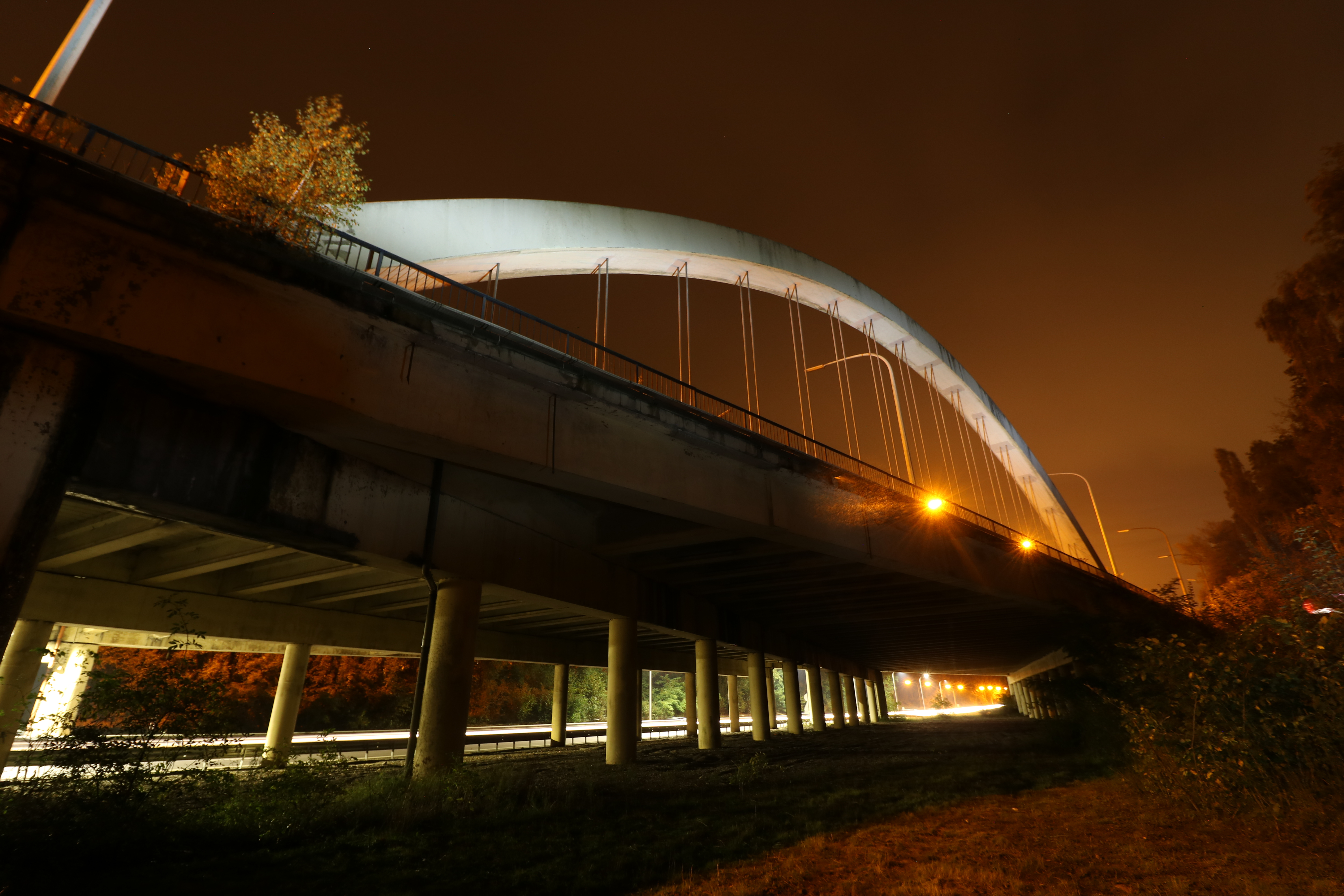
Viaduc E19 sur A6 non-construit
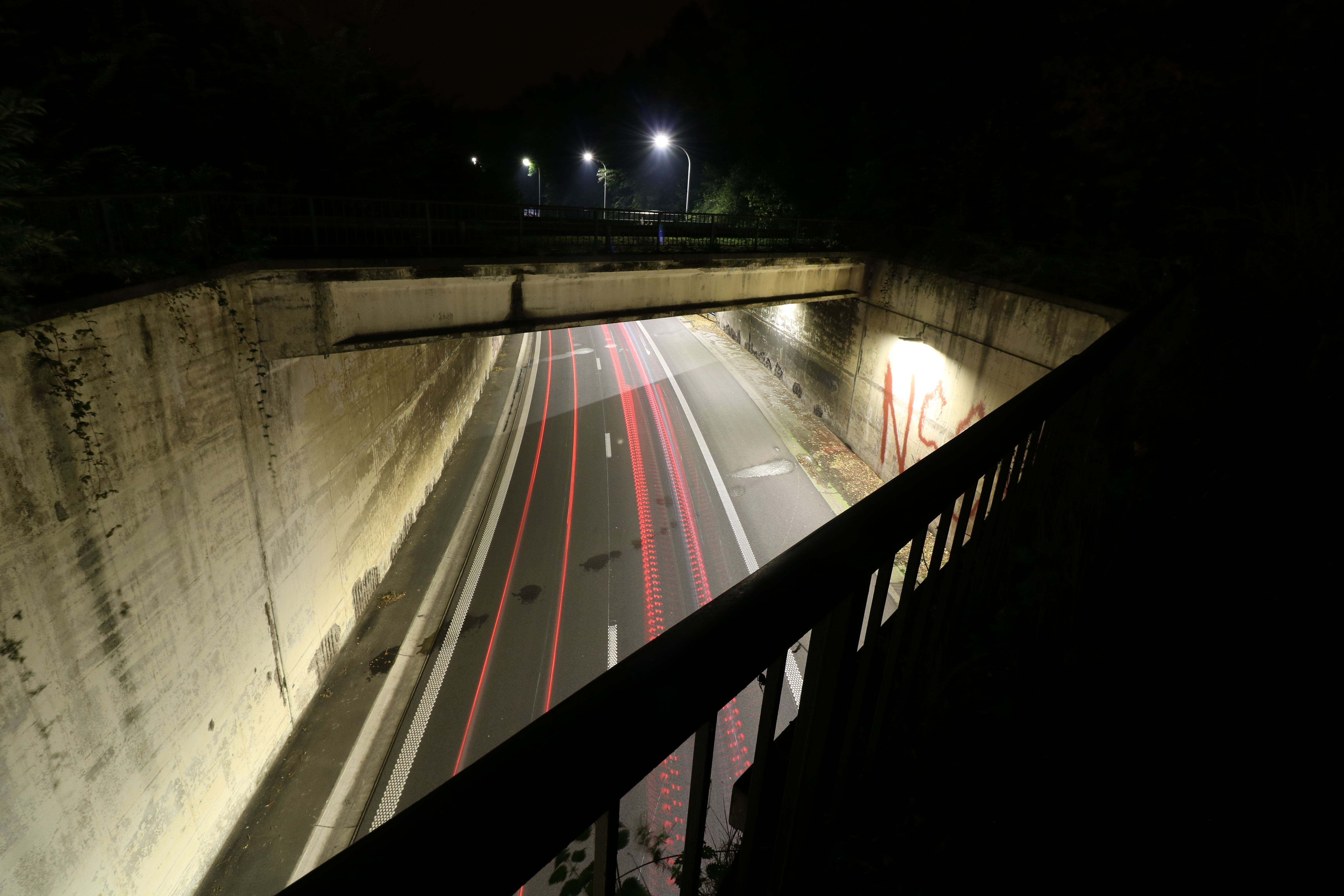
Viaducs du A6 (non-construit) sur le A54